# Attentat du 8 mai 2002 à Karachi
Pour les articles homonymes, voir Attentat à Karachi.
L'attentat du 8 mai 2002 a eu lieu à Karachi, dans la province du Sind au Pakistan, et a provoqué la mort de 13 personnes, dont 11 employés français de la Direction des constructions navales (DCN). Le terroriste a également perdu la vie dans l'attentat. Le bus militaire qui les transportait a été pulvérisé devant l’hôtel Sheraton de Karachi par « un mélange d’explosifs militaires puissants » ; l'explosion d'une mine magnétique placée sur le bus avait sans doute été déclenchée à distance.
Jusqu’en juin 2009, l’attentat était attribué à l'organisation terroriste islamiste Al-Qaïda ; mais depuis, les juges français chargés de l’affaire privilégient l’hypothèse de représailles à l'encontre de la France, organisées par une partie des services secrets pakistanais. Le sujet même de ces représailles est encore soumis à débat. La justice pakistanaise, qui elle aussi avait d'abord privilégié la piste islamiste, a remis en liberté les principaux suspects en 2009. 
L'attentat a donné son nom à l'affaire politico-financière liée à la vente de frégates à l'Arabie saoudite et de sous-marins au Pakistan, qui aurait donné lieu a des rétrocommissions pour financer illégalement la campagne présidentielle de 1995 de l'ancien Premier ministre français Édouard Balladur.

## Attentat-suicide
Le 8 mai 2002, alors que la victoire de 1945 est célébrée en France et que le Gouvernement de Jean-Pierre Raffarin prend ses fonctions, un attentat survient dans la ville de Karachi, au Pakistan.
Il est 7 heures 45 du matin, un autocar de la marine pakistanaise avec à son bord le chauffeur et un militaire pakistanais armé doit emmener 23 salariés français de la Direction des constructions navales (DCN) à la base navale, sur le chantier des sous-marins Agosta 90B vendus par la France. Les employés de la DCN sont dans des hôtels différents. Selon le récit officiel de l'époque, alors que cinq personnes embarquent de l’hôtel Sheraton, un kamikaze lance sa Toyota Corolla rouge hors d’âge, remplie d’explosifs, contre le bus ; les deux gardes armés n’ont pas le temps de réagir ; l’autocar et la voiture sont pulvérisés. Ce récit devient caduc lorsqu'il apparaît que les explosifs utilisés provenaient de l'armée pakistanaise et que le déclenchement par une mine magnétique pointe également vers des éléments à l'intérieur de celle-ci. 
Cette attaque fait 14 morts (11 Français, 2 Pakistanais et le terroriste) et 12 blessés.

## Suites
Le 13 mai 2002, le président Chirac prononce à Cherbourg l’oraison funèbre des victimes qui sont faits chevaliers de la Légion d'honneur.
Au printemps 2002, « une équipe du Service Action » de la DGSE « aurait été dépêchée au Pakistan au moment de l’attentat de Karachi pour « appliquer des mesures de rétorsion ».  « Cette expédition punitive aurait consisté à casser les jambes de trois amiraux pakistanais et à liquider un militaire d’un rang inférieur ». L'opération aurait eu lieu soit après les attentats du 8 mai, soit après un avertissement préalable à cet attentat (une bombe sans détonateur sur la voiture d'une épouse d'un fonctionnaire, en février 2002).

## Enquêtes

### Enquêtes pakistanaises
Dès le lendemain de l’attentat, une centaine de suspects sont arrêtés dans le milieu islamiste. Toutefois, tous finissent par être relâchés. Le kamikaze n’est pas identifié, bien que la police possède son empreinte génétique. En décembre 2002, trois suspects sont arrêtés, dont l'un s'échappe. Ils sont présentés comme proches d'un groupe terroriste islamiste impliqué au Cachemire. D'abord condamnés à mort en 2003 par la cour anti-terroriste de Karachi, les deux principaux suspects, Asif Zaheed et Mohammad Rizwan, sont acquittés et remis en liberté par la Haute Cour du Sind en juin 2009.

### Enquêtes françaises
Le 11 mai 2002, le chef de la section antiterroriste du parquet de Paris, Michel Debacq, s’installe à Karachi et des agents de la direction de la surveillance du territoire (DST) coopèrent avec les policiers pakistanais.
Le 27 mai, une instruction est ouverte pour « assassinats et complicité de tentatives d’assassinats en relation avec une entreprise terroriste », elle est confiée aux juges Jean-Louis Bruguière et Jean-François Ricard. À la suite du départ à la retraite de Jean-Louis Bruguière, l’instruction est reprise par Marc Trévidic et Yves Jannes en 2008.
Entre octobre 2009 et mars 2010, une mission d’information de l’Assemblée nationale examine les circonstances entourant l’attentat. Dans son rapport, elle « regrette le refus du Gouvernement de lui communiquer toute source documentaire de première main ». La conclusion du rapport indique que « la situation à Karachi rend plausible la piste islamiste, mais elle ne constitue pas la seule, loin de là. La mission d’information ne pouvait avoir pour ambition de se substituer au juge d’instruction dans cette quête. Mais outre la piste islamiste, ses auditions lui ont permis de travailler sur deux autres hypothèses souvent évoquées par la presse : la piste d’une affaire politico-financière ou un attentat lié à la montée de la tension entre l’Inde et le Pakistan depuis 2001. »
Le 1er juillet 2010, quatre documents réclamés par les juges, soit un total de 1 500 pages, sont déclassifiés, à la suite de l'avis favorable de la Commission consultative du secret de la défense nationale et du ministre Hervé Morin.
Le 15 juin 2011, le journal Libération annonce que « les familles de victimes portent plainte contre l'ex-juge Bruguière ». « Elles accusent l’ancien juge antiterroriste, chargé de l’enquête de 2002 à 2007, de faux témoignage et d’entrave à la justice ».
Le 27 juin 2022, le juge David de Pas a mis en examen pour homicides et blessures involontaires Gérard Clermont, le chef de site, responsable des personnels qui assemblaient les sous-marins Agosta 90B sur la base militaire pakistanaise, et le chef de projet en France, Alain Yvetot. Le 31 mai 2023, la cour d’appel de Paris annule les mises en examen des deux anciens cadres de la Direction des constructions navales (DCN), pour cause de prescription.

## Pistes différentes

### Thèse du terrorisme islamiste
Quelques mois après les attentats du 11 septembre 2001, la piste Al-Qaïda était privilégiée, d’autant plus que l’attentat faisait suite à l’assassinat du journaliste américain Daniel Pearl, également à Karachi. La ville était de plus considérée comme une plaque tournante du terrorisme et l’attentat ressemblait fort à celui commis à Djerba, en Tunisie, le 11 avril 2002 par Al-Qaïda.
Le 12 novembre 2002, Oussama ben Laden avait salué l’attentat.
L’enquête pakistanaise a attribué l’attentat à Asif Zaheer (il aurait fabriqué l’engin explosif) et Mohammad Rizwan (il aurait conduit le véhicule ayant servi à l’attentat). Ils sont condamnés à mort le 30 juin 2003. Mais le 5 mai 2009, les deux hommes sont remis en liberté par la Haute Cour du Sind. L'enquête a notamment démontré que l'attentat a été réalisé avec plus de 48 kilos d'explosifs militaires provenant d'arsenaux de l'armée pakistanaise. La piste islamiste s’effondre.
Cependant, les enquêteurs français continuent de privilégier « la piste islamiste », en raison du contexte de l’après-11 Septembre 2001 et l’intervention militaire française contre les talibans ainsi que les menaces contre les intérêts occidentaux à cette époque, dans cette région du monde sont des éléments qui sont susceptibles d’accréditer cette thèse.

### Thèse des représailles à la suite du non-versement de commissions

#### Commissions dans un contrat d'armement
Dans le cadre du contrat de vente des sous-marins Agosta 90B, des commissions ont été versées par la France à certains intermédiaires qui les transféraient ensuite sur les comptes de politiques ou généraux pakistanais. Ces méthodes étaient courantes dans l’industrie de l’armement et autorisées par la loi française jusqu’en 2000. Dans ce contrat, 85 % des commissions ont été versées en 1994.
En 1995, Jacques Chirac est élu président de la République et ordonne l’arrêt du versement des commissions, dans ce contrat comme dans celui de frégates vendues à l’Arabie saoudite. Il soupçonne que celles-ci aient donné lieu à des rétro-commissions, c’est-à-dire de l’argent qui revient en France, utilisées par son adversaire, le Premier ministre Édouard Balladur, pour financer sa campagne électorale. Après une enquête démarrée en 2010, six proches d’Édouard Balladur sont condamnés en 2020 pour « abus de biens sociaux », « complicité » ou « recel » de ce délit. En 2021, la Cour de justice de la République relaxe Édouard Balladur mais condamne François Léotard à 2 ans de prison avec sursis et 100 000 euros d'amende pour « complicité d'abus de biens sociaux ».

#### Lien avec l'attentat
Selon Libération, les liens entre l’attentat et les activités de la DCN ont été évoqués par celle-ci ainsi que par des enquêteurs américains dès 2002.
Claude Thévenet, ancien de la direction de la surveillance du territoire, est recruté par la DCN pour enquêter en marge de la justice. Son rapport « Nautilus », en date du 11 septembre 2002, conclut que l’attentat est lié à l'arrêt du versement des commissions. Ce rapport, supposé rester confidentiel, est saisi par les juges au printemps 2008, à l’occasion d'une autre affaire, et transmis au juge Marc Trévidic. Un autre document, rédigé par Gérard-Philippe Menayas (ancien directeur financier de la DCNI) donne la même version, précisant que le contrat concédait des commissions aux intermédiaires à hauteur de 10 % du montant total,,,.
Le 18 juin 2009, les juges antiterroristes Marc Trévidic et Yves Jannier expliquent aux familles que cette piste est « cruellement logique ». Ils enquêtent notamment sur Ali Ben Moussalem, un cheikh saoudien à la tête d’un réseau d’intermédiaires – dont fait partie Ziad Takieddine. Cette version est alors démentie par Édouard Balladur et qualifiée de « grotesque » par Nicolas Sarkozy.
Dans Le Canard enchaîné, Jean-Luc Porquet estime, le 28 avril 2010, qu'il existe « peu d'éléments probants pour l'instant » à l'appui de la thèse d'une action de représailles de « corrompus du cru » frustrés par l'arrêt du versement des commissions. Le même jour, Édouard Balladur est à sa demande auditionné par la mission d'information de l'Assemblée nationale sur l'attentat de Karachi.
Auditionné par cette même mission parlementaire le 24 novembre 2009, le ministre de la défense de l'époque François Léotard considère la piste Al-Qaïda comme « peu probable » et penche plutôt pour « une vengeance de personnes n'ayant pas touché leur part de commissions »,.

### Autres pistes
En 2002, la DCN cherchait à signer un autre contrat d’armement avec l’Inde, ennemie jurée du Pakistan, après avoir obtenu une autorisation de contact du gouvernement Jospin en 2001. Il concernait la fourniture de six sous-marins Scorpène (plus récents que les Agosta). L’Inter-Services Intelligence, service secret pakistanais aurait pu provoquer l’attentat pour avertir la France. Le contrat fut tout de même signé, mais en 2004 ; depuis 2011 cette piste est formellement privilégiée par l'ancien directeur du renseignement de la DGSE, Alain Juillet, comme il l'affirma dans Libération. Elle était pour la première fois apparue dans le même quotidien. 
Dans certaines notes des services secrets français, l’hypothèse est également évoquée d’un règlement de comptes entre les pro-islamistes de l’armée pakistanaise et les pro-américains soutenus par le président Musharraf et disposant de la marine.
L'agent de la DGSE Patrick Denaud fait état dans le livre Le silence vous gardera de sa mission au Pakistan peu de temps avant l'attentat. 
Après avoir approché des sources dans les milieux islamistes de Karachi il reçoit des informations précises de menaces pesant sur les intérêts français. Il transmet un rapport précis à sa hiérarchie.
À la question, pourquoi des citoyens français travaillant dans le domaine militaire en pleine intervention occidentale en Afghanistan n'étaient-il pas protégé par l'État français, le ministère de la Défense répond : 
« À notre connaissance, il n'y avait pas de menace particulière ». L'auteur du rapport sera débarqué de la DGSE.

### Documentaire
- « Attentat de Karachi : Enquête sur un trésor de guerre  », documentaire de Pascal Henry, France 3, Pièces à Conviction, 2012
- « L'argent, le sang et la démocratie, à propos de l'affaire Karachi », documentaire de Jean-Christophe Klotz et Fabrice Arfi, Arte France et Nova Production, 2013